# Horizontal
Horizontal è il quarto album dei Bee Gees, pubblicato nel 1968.

## Tracce
1. World - 3:13
2. And the Sun Will Shine - 3:36
3. Lemons Never Forget - 3:04
4. Really and Sincerely - 3:29
5. Birdie Told Me - 2:24
6. With the Sun in My Eyes - 2:40
7. Massachusetts - 2:25
8. Harry Braff - 3:19
9. Daytime Girl - 2:34
10. The Earnest of Being George - 2:45
11. The Change is Made - 3:37
12. Horizontal - 3:34

Bonus 2006
1. Out of Line
2. Ring My Bell
3. Barker of the UFO
4. Words
5. Sir Geoffrey Saved the World
6. Sinking Ships
7. Really and Sincerely
8. Swan Song (alternate version)
9. Mrs. Gillespie's Refrigerator
10. Deeply, Deeply Me
11. All My Christmases Come at Once
12. Thank You for Christmas